# Prix Bach de la Ville libre et hanséatique de Hambourg
Le prix Bach de la Ville libre et hanséatique de Hambourg (en allemand Bach-Preis der Freien und Hansestadt Hamburg) est un prix international de musique, qui est accordé par la ville de Hambourg depuis 1951 (depuis 1975 tous les quatre ans). Il a été créé en 1950 à l'occasion du 200e anniversaire de la mort de Johann Sebastian Bach par le Sénat et le Parlement de la Ville libre et hanséatique de Hambourg. Par lui sont honorés les compositeurs, « dont les œuvres correspondent aux exigences élevées associées au nom de ce prix ». Il est doté de 10 000 euros. En même temps, des bourses pour les jeunes compositeurs sont attribuées par un panel de juges indépendants, qui disposent d'une somme de 5 000 euros.

## Lauréats
- 1951 : Paul Hindemith
- 1954 : Philipp Jarnach
- 1957 : Boris Blacher
- 1960 : Wolfgang Fortner
- 1963 : Johann Nepomuk David
- 1966 : Ernst Křenek
- 1972 : Helmut Lachenmann
- 1975 : György Ligeti
- 1979 : Olivier Messiaen
- 1983 : Hans Werner Henze
- 1987 : Aribert Reimann
- 1992 : Alfred Schnittke
- 1995 : Karlheinz Stockhausen
- 1999 : Wolfgang Rihm
- 2003 : Adriana Hölszky
- 2007 : Sofia Gubaidulina
- 2011 : Tan Dun[1]
- 2015 : Pierre Boulez[2]
- 2019 : Unsuk Chin[3],[4]
- 2023 : Jörg Widmann[5]